# Iota Eridani
Iota Eridani ( Eridanus) é uma estrela na direção da constelação de Eridanus. Possui uma ascensão reta de 02h 40m 39.93s e uma declinação de −39° 51′ 19.1″. Sua magnitude aparente é igual a 4.11. Considerando sua distância de 145 anos-luz em relação à Terra, sua magnitude absoluta é igual a 0.86. Pertence à classe espectral K0III.